# 置始縄継
置始 縄継（おきそめ の ただつぐ、生没年不詳）は、平安時代前期の官人。姓は連。

## 経歴
大膳史生矢田部氏永による公文書偽造・官物詐取事件に連座し、下獄したが大赦により出獄。元慶5年（881年）4月、従八位上で主計史生から隠岐史生に左遷された。他の事績は不明。

## 官歴
『日本三代実録』による。
- 時期不詳：従八位上。主計史生
- 元慶5年（881年）4月28日：隠岐史生